# Fiat 500L
Fiat 500L er en videreudvikling af den normale Fiat 500, som dog ikke ligesom denne er baseret på Fiat Panda, men derimod på platformen fra Fiat Punto. L'et står for Large (engelsk for stor). Bilen afløser Fiat Idea og er en lille MPV, som konkurrerer med bl.a. Ford B-MAX og Citroën C3 Picasso. Designet læner sig ligesom 500 mod den historiske forgænger Fiat Nuova 500 Giardiniera. 500L kom på det europæiske marked den 20. oktober 2012. I starten fandtes modellen med den fra andre Fiat-modeller kendte 0,9-liters tocylindrede TwinAir-benzinmotor samt en 1,4-liters benzinmotor og en 1,3-liters Multijet-dieselmotor. I januar 2013 tilføjedes der en større dieselmotor på 1,6 liter til modelprogrammet. Den officielle præsentation fandt sted den 6. marts 2012 på Geneve Motor Show.

## Tekniske specifikationer
| Model            | Cylindre | Slagvolume cm³ | Max. effekt kW (hk) / omdr. | Max. drejningsmoment Nm / omdr. | 0-100 km/t sek. | Topfart km/t | Byggeår  |
| ---------------- | -------- | -------------- | --------------------------- | ------------------------------- | --------------- | ------------ | -------- |
| Benzinmotorer    |          |                |                             |                                 |                 |              |          |
| 0.9 8V Turbo     | 2        | 875            | 77 (105) / 5500             | 145 / 2000                      | 12,3            | 180          | 4/2012 − |
| 1.4 16V          | 4        | 1368           | 70 (95) / 6000              | 127 / 4500                      | 12,8            | 178          | 4/2012 − |
| Dieselmotorer    |          |                |                             |                                 |                 |              |          |
| 1.3 16V Multijet | 4        | 1248           | 62 (84) / 3500              | 200 / 1500                      | 14,9            | 165          | 4/2012 − |
| 1.6 16V Multijet | 4        | 1598           | 77 (105) / 4000             | 320 / 1500                      | 11,3            | 182          | 1/2013 − |